# Parafia Niepokalanego Serca Maryi Panny w Łynie
Parafia Niepokalanego Serca Maryi Panny w Łynie – parafia rzymskokatolicka znajdująca się w archidiecezji warmińskiej, w dekanacie Nidzica.